# چیپریان تودوسا
چیپریان تودوسا (رومانیایی: Ciprian Tudosă؛ زادهٔ ۳۱ مارس ۱۹۹۷)  قایقران روئینگ اهل رومانی است.
وی در مسابقات کشوری و بین‌المللی در مجموع برندهٔ ۱ مدال طلا، ۴ مدال نقره، ۱ مدال برنز شده‌است.